# Stichtoptychus
Stichtoptychus is een monotypisch geslacht van kevers uit de familie van de klopkevers (Anobiidae).

## Soort
- Stichtoptychus agonus Fall, 1905